# St. Elisabeth (Burkersdorf)

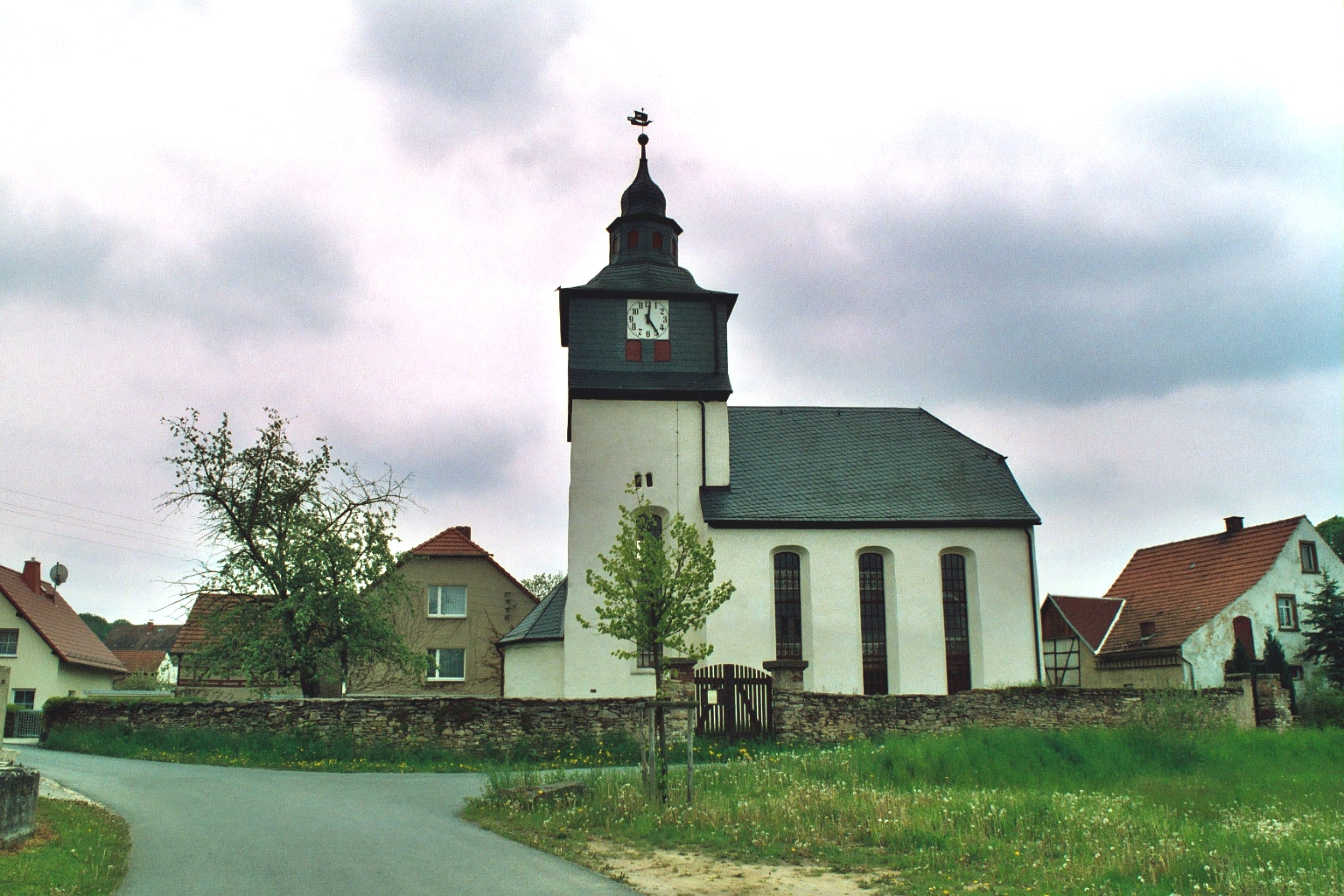
St. Elisabeth in Burkersdorf

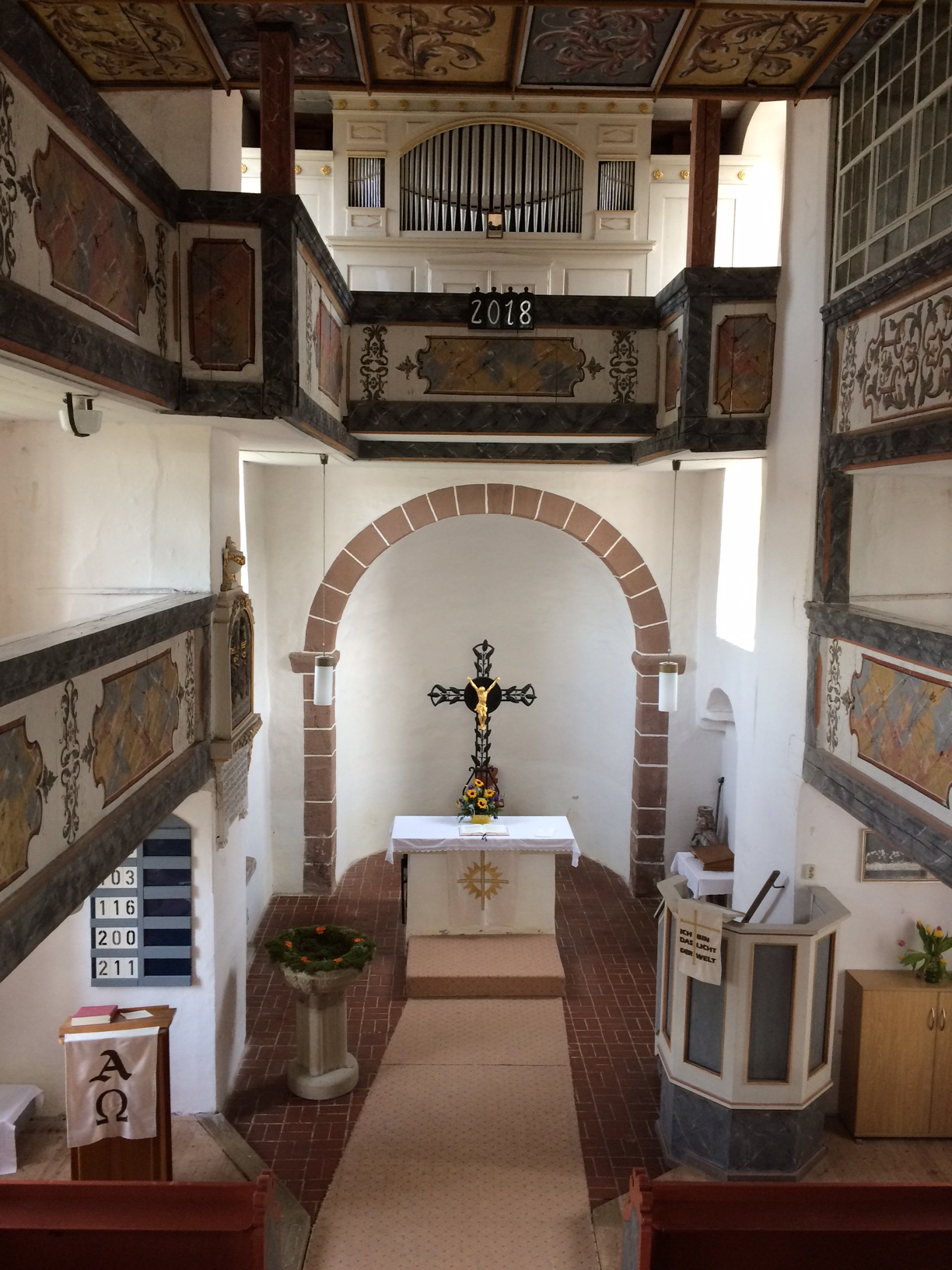
Innenraum von St. Elisabeth

Die evangelische Kirche St. Elisabeth steht im Ortsteil Burkersdorf der Gemeinde Harth-Pöllnitz im Landkreis Greiz in Thüringen. Sie gehört als Filialkirche zur Kirchengemeinde Weida im Kirchenkreis Gera der Evangelischen Kirche in Mitteldeutschland.

## Geschichte
Die romanische Kirche wurde im 12. Jahrhundert gebaut. Aus dieser Zeit stammen der Chorturm und die Apsis sowie die Zwillingsfenster an der Nordseite des Turmes.
Eine grundlegende Umgestaltung fand im 18. Jahrhundert statt. Das Kirchenschiff wurde wesentlich erhöht und mit einem neuen Dachwerk versehen. In den Seitenwänden wurden korbbogige Fenster eingebaut. Die Brüstungen der Emporen wurden auffallend bemalt, ebenso wurde die Kassettendecke mit Bandelwerk und Ranken auf gelben und graugrünen Hintergrund bemalt. An der Nordseite des Chors befindet sich ein Wappenepitaph des Rittergutsbesitzers Hans-Carl von Carlowitz und seiner Gattin Susanne Sabine, geborene von Seydewitz. Daneben steht ein steinerner Epitaph für Oswald Roeder von 1580, Einschrift 1576.
Der Taufstein stammt aus dem 16. Jahrhundert.
Um 1995 wurde die Kirche mit Unterstützung der Deutschen Stiftung Denkmalschutz umfassend renoviert.